# P/2015 C1 (TOTAS-Gibbs)
P/2015 C1 (TOTAS-Gibbs) — одна з короткоперіодичних комет сім'ї Юпітера. Ця комета була відкрита 11 і 13 лютого 2015 року; вона мала 18.9m і 18.7m на час відкриття.